# Айови, Вильтер
Ви́льтер Андре́с Айо́ви Ми́на (исп. Wilter Andrés Ayoví Mina ; родился 17 апреля 1997 года в Гуаякиль, Эквадор) — эквадорский футболист, нападающий клуба «Индепендьенте дель Валье».

## Клубная карьера
Айови — воспитанник клуба «Индепендьенте дель Валье». 31 января 2015 года в матче против «Универсидад Католика» он дебютировал в эквадорской Примере. 20 июля 2017 года в поединке против «Эль Насьональ» Вильтер забил свой первый голы за «Индепендьенте».

## Международная карьера
В 2013 году Айови принял участие в юношеском чемпионате Южной Америки в Аргентине. На турнире он сыграл в поединках против команд Венесуэлы и Парагвая.
В 2017 года Айови в составе молодёжной сборной Эквадора завоевал серебряные медали домашнего молодёжного чемпионата Южной Америки. На турнире он сыграл в матчах против команд Чили, Венесуэлы, Уругвая, Аргентина, Бразилии и дважды Колумбии.
В том же году Айови принял участие в молодёжном чемпионате мира в Южной Корее. На турнире он сыграл в матчах против команд США и Сенегала.

## Достижения
Международные
 Эквадор (до 20)
- Чемпионат Южной Америки по футболу среди молодёжных команд — 2017 — 2-е место